# Suriname op de Olympische Zomerspelen 1996
Suriname nam deel aan de Olympische Zomerspelen 1996 in Atlanta (Verenigde Staten). Het was de achtste deelname aan de Zomerspelen.
Van de zeven deelnemers was Oscar Brandon was de eerste sporter die Suriname in het badminton vertegenwoordigde. Naast Brandon debuteerden zemmer Mike Fung A Wing en zwemster Carolyn Adel op de Spelen. De atleten Tommy Asinga en Letitia Vriesde namen voor de derde keer deel. Voor de broers Enrico en Giovanni Linscheer was het hun tweede deelname.
In tegenstelling tot de twee voorgaande edities lukte het geen enkele Surinamer om een medaille binnen te halen.

## Deelnemers & Resultaten
(m) = mannen, (v) = vrouwen 
| Sport     | Olympiër (deelname)    | Discipline       | Resultaat | Prestatie                               |
| --------- | ---------------------- | ---------------- | --------- | --------------------------------------- |
| Atletiek  | Tommy Asinga (3)       | 800m (m)         | series    | series : 1.48,29 min.                   |
| Atletiek  | Letitia Vriesde (3)    | 800m (v)         | HF        | series : 1.59,71 min. HF : 1.58,29 min. |
| Badminton | Oscar Brandon (1)      | enkel (m)        | 1e ronde  | 1R : verloor van Jaimie Dawson (CAN)    |
| Zwemmen   | Enrico Linscheer (2)   | 50m vrij (m)     | series    | series : 23,45 sec.                     |
| Zwemmen   | Giovanni Linscheer (2) | 100m vrij (m)    | series    | series : 51,82 sec.                     |
| Zwemmen   | Giovanni Linscheer (2) | 100m vlinder (m) | series    | series : 56,09 sec.                     |
| Zwemmen   | Mike Fung A Wing (1)   | 100m rug (m)     | series    | series : 1.01,24 min.                   |
| Zwemmen   | Carolyn Adel (1)       | 200m vrij (v)    | series    | series : 2.05,04 min.                   |
| Zwemmen   | Carolyn Adel (1)       | 400m vrij (v)    | series    | series : 4.22,66 min.                   |
| Zwemmen   | Carolyn Adel (1)       | 200m wissel (v)  | series    | series : 2.21,54 min.                   |
| Zwemmen   | Carolyn Adel (1)       | 400m wissel (v)  | series    | series : 4.55,48 min.                   |

Afghanistan · Albanië · Algerije · Amerikaanse Maagdeneilanden · Amerikaans-Samoa · Andorra · Angola · Antigua‑Barbuda · Argentinië · Armenië · Aruba · Australië · Azerbeidzjan · Bahama's · Bahrein · Bangladesh · Barbados · België · Belize · Benin · Bermuda · Bhutan · Bolivia · Bosnië en Herzegovina · Botswana · Brazilië · Britse Maagdeneilanden · Brunei · Bulgarije · Burkina Faso · Burundi · Cambodja · Canada · Centraal-Afrikaanse Republiek · Chili · China · Chinees Taipei · Colombia · Comoren · Congo-Brazzaville · Cookeilanden · Costa Rica · Cuba · Cyprus · Denemarken · Djibouti · Dominica · Dominicaanse Republiek · Duitsland · Ecuador · Egypte · El Salvador · Equatoriaal-Guinea · Estland · Ethiopië · Fiji · Filipijnen · Finland · Frankrijk · Gabon · Gambia · Georgië · Ghana · Grenada · Griekenland · Groot-Brittannië · Guam · Guatemala · Guinee · Guinee-Bissau · Guyana · Haïti · Honduras · Hongarije · Hongkong · Ierland · IJsland · India · Indonesië · Irak · Iran · Israël · Italië · Ivoorkust · Jamaica · Japan · Jemen · Joegoslavië · Jordanië · Kaaimaneilanden · Kaapverdië · Kameroen · Kazachstan · Kenia · Kirgizië · Koeweit · Kroatië · Laos · Lesotho · Letland · Libanon · Liberia · Libië · Liechtenstein · Litouwen · Luxemburg ·  Macedonië · Madagaskar · Malawi · Malediven · Maleisië · Mali · Malta · Marokko · Mauritanië · Mauritius · Mexico · Moldavië · Monaco · Mongolië · Mozambique · Myanmar · Namibië · Nauru · Nederland · Nederlandse Antillen · Nepal · Nicaragua · Nieuw-Zeeland · Niger · Nigeria · Noord-Korea · Noorwegen · Oeganda · Oekraïne · Oezbekistan · Oman · Oostenrijk · Pakistan · Palestina · Panama · Papoea-Nieuw-Guinea · Paraguay · Peru · Polen · Portugal · Puerto Rico · Qatar · Roemenië · Rusland · Rwanda · Saint Kitts en Nevis · Saint Lucia · Saint Vincent en Grenadines · Salomonseilanden · Samoa · San Marino · Sao Tomé en Principe · Saoedi-Arabië · Senegal · Seychellen · Sierra Leone · Singapore · Slovenië · Slowakije · Soedan · Somalië · Spanje · Sri Lanka · Suriname · Swaziland · Syrië · Tadzjikistan · Tanzania · Thailand · Togo · Tonga · Trinidad en Tobago · Tsjaad · Tsjechië · Tunesië · Turkije · Turkmenistan · Uruguay · Vanuatu · Venezuela · Verenigde Arabische Emiraten · Verenigde Staten · Vietnam · Wit-Rusland · Zaïre · Zambia · Zimbabwe · Zuid-Afrika · Zuid-Korea · Zweden · Zwitserland